# Julie Otsuka
Julie Otsuka   (Palo Alto, 15 de maig de 1962) és una autora estatunidenca.

## Biografia
Otsuka va néixer en 1962, a Palo Alto, Califòrnia. El seu pare treballava com a enginyer aeroespacial i la seva mare com a tècnica de laboratori abans de donar a llum a Otsuka. Els seus pares eren d'ascendència japonesa, sent el seu pare issei i la seva mare nisei.  Quan tenia nou anys, la seva família es va traslladar a Palos Verdes, Califòrnia. Té dos germans, un dels quals, Michael Otsuka, imparteix classes a la London School of Economics.
Després de graduar-se a l'institut, Otsuka va assistir a la Universitat Yale, on es va graduar amb una llicenciatura en arts en 1984. Posteriorment, es va graduar en la Universitat de Colúmbia amb un Mestratge en Belles arts en 1999. La seva primera novel·la, Quan l'Emperador era Déu, tractava sobre l'internament de japonesos estatunidencs durant la Segona Guerra Mundial. Va ser publicat el 2002 per Alfred A. Knopf. La seva segona novel·la, Buda en l'àtic (2011), parla sobre les milers de dones japoneses que van migrar als Estats Units on les esperaven futurs marits també japonesos als quals només coneixien per cartes o fotografies.
Les novel·les de ficció històrica de Otsuka tracten sobre els nord-americans d'origen japonès. Els seus llibres criden l'atenció sobre la difícil situació dels nord-americans d'origen japonès durant la Segona Guerra Mundial. Tot i que ella no va viure el període d'internament japonès, la seva mare, el seu oncle i els seus dos avis sí que ho van fer, cosa que li proporciona a Otsuka una perspectiva personal sobre l'assumpte. Quan l'Emperador era Déu va ser la primera novel·la en què retrata els camps d'internament japonesos. Amb experiència com a pintora, l'atenció de Otsuka al detall i les descripcions empren imatges vívides de situacions. Ha rebut l'Albatros Literaturpreis.
Otsuka viu a la ciutat de Nova York.

## Premis i honors
En 2004, Otsuka va rebre una beca Guggenheim. En 2011, la seva novel·la El Buda en l'àtic va ser un èxit de vendes del New York Times i del San Francisco Chronicle. En 2022, Publishers Weekly va nomenar la seva novel·la The Swimmers com una de les deu millors obres de ficció publicades aquell any.

## Obres
- When the Emperor was Divine, 2002, Alfred A. Knopf[6]
- Buda en l'àtic, 2011, Alfred A. Knopf2013 England[7]
- "Diem Perdidi" (2011) és una història curta que segueix els records dispersos de la mare del protagonista a mesura que avança la demència de la seva mare.
- The Swimmers, 2022, Alfred A. Knopf[8]